# Huerva
Lo Huerva è un fiume dell'Aragona, in Spagna. La sua portata naturale alla confluenza nell'Ebro è di 47 hm3/anno, corrispondenti a una media di circa 1,5 m3/s.

## Corso
Questo fiume è lungo 128 km e nasce nella Sierra de Cucalón, vicino a Fonfría nella comarca di Jiloca.
Scorrendo verso nordovest vicino a Lagueruela e Villadoz, egli aumenta le sue dimensioni vicino a Villarreal de Huerva, dove accoglie le acque dell'affluente Arroyo de Villalpando, quindi fluisce verso nordest passando da Mainar, Cerveruela, Vistabella, Tosos (già Alcañiz de la Huerva), Villanueva de Huerva, Muel, Cuarte de Huerva, Cadrete e María de Huerva, finché le sue acque si uniscono a quelle dell'Ebro a Saragozza.

## Ecologia
Lo Huerva è relativamente poco inquinato quindi nelle sue acque vivono specie in pericolo quali il gambero d'acqua dolce Austropotamobius pallipes e pesci come il barbo pinnerosse, la bermejuela e il naso del Sudeuropa.